# Norberto Candella

Norberto Adrián Candella (nacido en Arroyo Seco el 10 de enero de 1963) es un exfutbolista argentino. Se desempeñaba como delantero y su primer club fue Rosario Central.

## Carrera
Siendo juvenil, fue incluido en el plantel mayor del canalla a mediados de 1987, luego de que el cuadro
de Barrio Arroyito se coronara campeón del Campeonato de Primera División 1986-87. El entrenador Ángel Tulio Zof lo llevó en la gira que Central hizo por el exterior luego de obtener dicho lauro; así, en la Copa de Oro de 1987 disputada en Los Ángeles, Candella marcó un gol ante Dundee United de Escocia, en la victoria de su equipo 3-1 el 17 de junio. Su debut en competencias oficiales se produjo en la Copa Libertadores 1987, el 5 de agosto en la victoria centralista en el Gigante de Arroyito 3-2 frente a Deportivo Táchira. Sumó otra presencia en dicho certamen y otros dos cotejos disputados en el Campeonato de Primera División 1987-88, siendo éstas todas sus participaciones oficiales con la camiseta auriazul.
Prosiguió su carrera en el fútbol de ascenso de Argentina, vistiendo a su tiempo las casacas de Quilmes (1988), Douglas Haig (1988-1990), Nueva Chicago (1990-1991), Sarmiento de Junín (1991-1992) y Atlético de Rafaela (1993).

## Clubes
| Club                | País      | Año       |
| ------------------- | --------- | --------- |
| Rosario Central     | Argentina | 1987      |
| Quilmes             | Argentina | 1988      |
| Douglas Haig        | Argentina | 1988-1990 |
| Nueva Chicago       | Argentina | 1990-1991 |
| Sarmiento (Junín)   | Argentina | 1991-1992 |
| Atlético de Rafaela | Argentina | 1993      |